# Palacio del Marqués de Campo

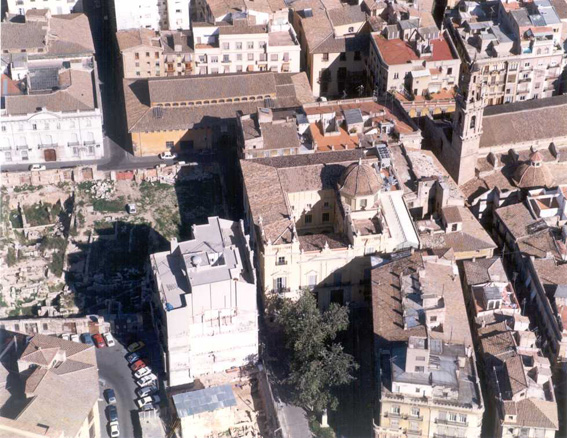
Palacio del Marqués de Campo o de los Berbedel

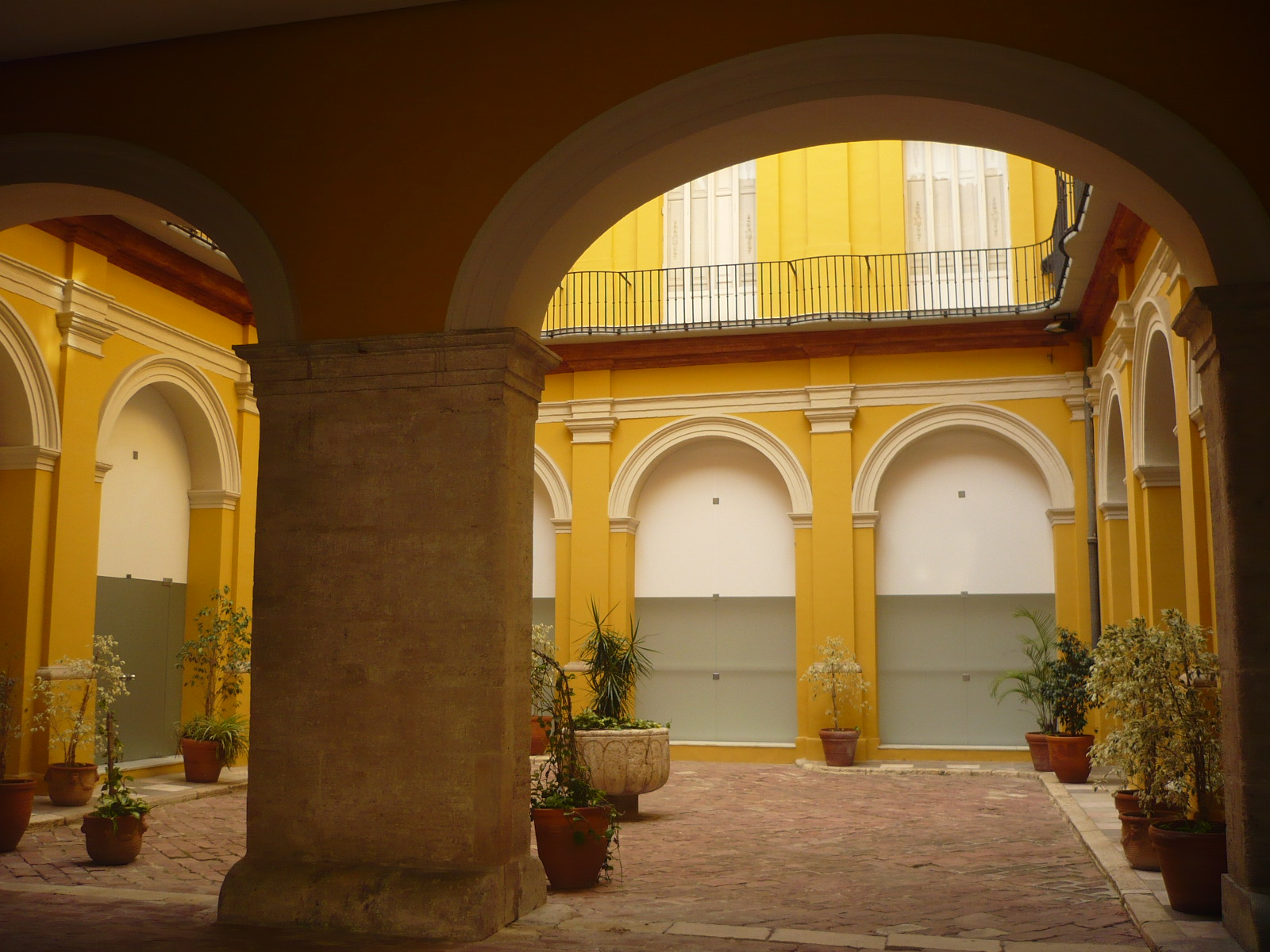
Patio interior

El palacio del Marqués de Campo o de los Berbedel está situado en la plaza del Arzobispo número 3 de la ciudad de Valencia. Se trata de un edificio residencial construido en el siglo XVII, con obras realizadas en el siglo XIX.
El antiguo caserón de los condes de Olocau fue comprado, en 1840, por José Campo Pérez el primer marqués de Campo, quien rehízo la fachada confiriéndole el aspecto actual, y lo amplió con viviendas colindantes, generando una unidad arquitectónica bien definida y articulada en torno al patio, si bien que con extensiones puntuales, como por ejemplo, la Capilla u Oratorio en edificaciones vecinas vinculadas a la misma propiedad utilizando una parte de estos para la capilla del palacio. Las obras fueron llevadas a acabó por Manuel Ferrando en 1857. Posteriormente fue adquirido por los condes de Berbedel a quienes se debe la decoración, restauración y acondicionamiento de las salas interiores. 
En la actualidad el edificio del museo ocupa la manzana completa, después de una ampliación sobre las edificaciones que recaen a la calle de Los venerables, las cuales, a pesar de estar relacionadas, no comparten la condición monumental del inmueble matriz. La fachada del palacio, actual entrada al museo, se compone de un cuerpo central flanqueado por dos laterales que se elevan con una altura más a modo de torreones. El cuerpo central se configura con dos vanos en cada planta, y está rematado por un frontón y balaustrada. A continuación del palacio se dispone la fachada de los edificios colindantes, separadas por una cristalera que al interior corresponde con el espacio denominado 'la Serré'.
Tras el ingreso se accede a un zaguán que da paso al patio central del palacio. El patio es rectangular con arcadas en la parte inferior. En el primer piso, en el lado paralelo a la fachada, hay un mirador En los otros tres lados se desarrolla un balcón corrido. A la derecha del patio se encuentra la escalera cuya caja se cierra con una cúpula y da paso a la planta superior. La escalera desemboca en un rellano que da paso a las diferentes salas del palacio como el salón de baile o el salón Imperio, que en la actualidad son salas expositivas, conservando muchas de ellas la decoración original. A través de las estancias ubicadas en este primer edificio se da paso a las salas que se encuentran en las edificaciones anexas. En estas salas se encuentran hoy exposiciones temáticas de las colecciones municipales. 
El palacio propiamente dicho, es decir, hasta el límite del espacio acristalado, fue restaurado en 1989, bajo la dirección principal del arquitecto Manuel Portaceli Roig, con la finalidad de dar albergue al Museo de la Ciudad de Valencia. En una segunda intervención, en los años 1990, se incorporaron los edificios colindantes, conservando la fachada y vaciando su interior, para el complementado funcional del programa expositivo y museístico del inmueble.